# 普雷斯特魯德山
86°34′S 165°7′W / 86.567°S 165.117°W
普雷斯特魯德山是南極洲的山峰，位於阿蒙森海岸，屬於毛德王后山脈的一部分，海拔高度超過2,400米，1911年11月由挪威探險家羅爾德·阿蒙森率領的探險隊發現。